# Dzsinmu japán császár
Dzsinmu császár (神武天皇 (Dzsinmu tennó), más nevén Kamujamato Ivarebiko; Vakamikenu no Mikoto vagy Sano no Mikoto) Japán mitikus alapítója, és az első császár, akit a hagyományos császári listára feljegyeztek. A japán császári udvar tagjait egy tradicionális feltevés alapján Dzsinmu császártól származtatják. A „Dzsinmu császár” név a posztumusz elnevezése ennek a mitikus figurának. A Kodzsiki szerint, a Dzsinmu név jelentése: isteni erő.

## A császár jelentősége
A japánok figyelme és tisztelete a császár iránt túlzásnak tűnhet, ahogy a második világháborúban tűnt, amikor az engedelmességet a császár iránt, és azt az állítást, miszerint a császár az istenek leszármazottja arra használták, hogy a háborút befolyásolják. Másrészről az eredet mítoszának volt egy stabilizáló hatása is, amely biztosította, hogy az ősi tradíciók, mint az ősök tisztelete, a tisztelet az ország iránt és a hűség az ország emberei között megmaradtak a modern időkben is.

## Eredete
A sintó vallás szerint Dzsinmu császár közvetlen leszármazottja a nap istennőnek, Amateraszunak. Amateraszunak volt egy fia, akit Ame no Osihomimi no Mikotonak hívtak és a fia által volt egy unokája, Ninigi no Mikoto. Amateraszu elküldte az unokáját a japán szigetekre, ahol az unokája elvette Konohana Szakuja hercegnőt feleségül. A három gyermekük között volt Hikohohodemi no Mikoto, aki feleségül vette Tojotama hercegnőt. Tojotama hercegnő Ovatacumi lánya volt, aki egyben Amateraszu fivére is. Nekik egy fiuk volt, akit Hikonagisza Takeugaja Fukiaezu no Mikotonak hívtak. A fiút születésénél a szülei elhagyták, így őt Tojotama hercegnő húga, Tamajori hercegnő nevelte föl. Végül a fiú és Tamajori hercegnő összeházasodtak és négy fiuk született. A legkisebb fiuk lett Dzsinmu császár.

## Dzsinmu vándorlása
Mondai feljegyzések találhatók a Kojikiben és a Nihonsokiban, amelyek szerint Dzsinmu testvérei Takacsihoban születtek, Kjúsú keleti részén. Eredetileg Dzsinmu bátyja, Icusze no Mikoto kelet felé vezette a klánt a Szeto beltengeren át a helyi törzsfőnök, Szao Necuhiko segítségével. Amikor elérték Nanivát, megküzdöttek egy újabb törzsfőnökkel, azonban Icuszét megölték az ütközetben. Dzsinmu belátta, hogy vereséget szenvedtek, mivel kelet felé a Nappal ellentétesen küzdöttek, ezért úgy döntött, hogy partra száll a Kii-félsziget keleti részén és nyugat felé terjeszkedik. Ekkor elérték Kumano-t, és a három-lábú varjú, Jatagarasu útmutatásával Jamatoba érkeztek. Itt újra megütköztek Nagaszunehikoval és győzelmet arattak.
Jamatoban Nagaszunehiko megvédte Nigihajahi no Mikoto-t, mint lehetséges uralkodót, aki a Takamagahara istenek leszármazottja volt. Azonban, amikor Nigihajahi találkozott Dzsinmuval, Nigihajahi elfogadta Dzsinmu jogosultságát a trónra. Innentől számítható Dzsinmu Japán uralkodójának.

## A császár hagyatéka
A japánok eredetének mítosza szerint, minden japán az istenek, kamik leszármazottja és ezért egy különleges kötelék van közöttük, az országuk és a császár között. Akár mítosz, akár alátámasztott információ Dzsinmu császár kiléte, Dzsinmu császárnak megbecsült helye van a japán hagyományban. Az elgondolás, miszerint van egy különleges kötelék az emberek, a császár és az ország között segítette, hogy a kormányzás stabilabb legyen. Azokban az időkben, amikor Japán katonai uralom alatt állt, a császárt még mindig nagy becsben tartották, annak ellenére, hogy ő maga csak képletes uralkodó volt. Dzsinmu császár hagyatéka fontos Japánnak, mivel ő volt az a császár, aki megalapította a birodalmat és igyekezetei által a császár maga egy maradandó szimbólumává vált a japán embereknek, mint inspiráció és büszkeség.

## Dzsinmu császár tisztelete
Dzsinmu császár tisztelete központi eleme a császári kultusznak, amely a Meidzsi reformokat követően vált azzá. 1872-ben megalapítottak egy új ünnepet, a Kigenszecut, amikor is Dzsinmu trónralépésének 2532. évfordulóját ünnepelték. 1873 és 1945 között minden évben császári küldöttség látogatta meg és vitt felajánlásokat az Unebi hegyhez, Dzsinmu síremlékéhez. 1890-ben a síremlék közelében megépítették a Kasihara szentélyt, azon a helyen, ahol feltehetőleg Dzsinmu trónra lépett. Az 1940-es Kigenszecu megünneplésére, amely a 2600-adik évfordulója Dzsinmu trónra lépésének, megépítették Mijazakiban a Béketornyot.  Ugyanebben az évben számos műemléket állítottak Dzsinmu császár emlékezetes cselekedetei nyomán. Ezek a helyszínek „Dzsinmu Császár Szent Történelmi Emlékhelyei” néven is ismertek. 1948-ban Japánban a megszállás miatt felfüggesztették a Kigenszecu-t, azonban 1966-ban visszaállították, Kenkoku Kinen no hi néven, amelyet a mai napig nemzeti ünnepként tartanak számon.

## Fordítás
- Ez a szócikk részben vagy egészben  az   Emperor Jimmu című angol Wikipédia-szócikk fordításán alapul.  Az eredeti cikk szerkesztőit annak laptörténete sorolja fel. Ez a jelzés csupán a megfogalmazás eredetét és a szerzői jogokat jelzi, nem szolgál a cikkben szereplő információk forrásmegjelöléseként.